# Aneilema spekei
Aneilema spekei är en himmelsblomsväxtart som beskrevs av Charles Baron Clarke. Aneilema spekei ingår i släktet Aneilema och familjen himmelsblomsväxter. Inga underarter finns listade.